# Берри, Эдриан, 4-й виконт Кэмроуз
Эдриан Майкл Берри, 4-й виконт Кэмроуз (англ. Adrian Michael Berry, 4th Viscount Camrose; 15 июня 1937 — 19 апреля 2016) — британский потомственный пэр и журналист.

## Ранняя жизнь и образование
Родился 15 июня 1937 года. Старший сын Джона Майкла Берри (1911—2001), который получил титул барона Хартвелла в 1968 году и который отказался от семейного титула виконта Кэмроуза в 1995 году из-за его брака с леди Памелой Смит, младшей дочерью Фредерика Смита, 1-го графа Биркенхеда. Он получил образование в Итонском колледже и в колледже Крайст-Черч, Оксфорд.

## Карьера
С 1977 по 1996 год Эдриан Кэмроуз был научным корреспондентом The Daily Telegraph. Покинув эту должность, он стал редактором-консультантом (по науке) этой газеты .
Член Королевского географического общества, член Королевского астрономического общества и член Британского межпланетного общества.
3 апреля 2001 года после смерти своего отца Эдриан Берри унаследовал титулы 4-го виконта Кэмроуза из Хаквуд-Парка в графстве Саутгемптон, 4-го барона Кэмроуза из Лонг-Кросса в графстве Суррей и 4-го баронета Берри.

## Изменение климата
В своей статье, опубликованной в The Sunday Telegraph в 2015 году, Эдриан Берри опроверг научный консенсус по изменению климата, заявив, что изменение климата «больше связано с сильными выбросами энергии, которые наша солнечная система встречает во время своего вечного прохождения через Млечный Путь», чем с углекислым газом. Эдриан Берри входил в консультативный комитет Фонда политики глобального потепления, аналитического центра, который пропагандирует отрицание изменения климата и утверждает, что политика, предлагаемая правительствами для смягчения антропогенного глобального потепления, «чрезвычайно разрушительна и вредна».

## Брак и семья
4 января 1967 года Эдриан Берри женился на Марине Беатрис Сульцбергер, дочери американского журналиста Сайруса Лео Сульцбергера и гречанки Марины Татьяны Ладас. У пары было двое детей:
- Достопочтенная Джессика Маргарет Берри (род. 11 февраля 1968)
- Джонатан Уильям Берри, 5-й виконт Кэмроуз (род. 26 февраля 1970).

## Публикации
- The next ten thousand years: a vision of man’s future in the universes (London: Cape, 1974), ISBN 0-340-19924-5
- The iron sun: crossing the universe through black holes (London: Cape, 1977), ISBN 0-340-23231-5
- From apes to astronauts (London: Daily Telegraph, 1980), ISBN 0-901684-60-0
- High skies and yellow rain (London: Daily Telegraph, 1983)
- The super-intelligent machine: an electronic odyssey (London: Cape, 1983), ISBN 0-224-01967-8
- The Next 500 Years (London: Headline, 1995), ISBN 0-7472-4395-6
- Ice With Your Evolution (1986), ISBN 0-245-54394-5
- Galileo and the dolphins: amazing but true stories from science (London: B.T. Batsford, 1996), ISBN 0-7134-8067-X
- The giant leap: mankind heads for the stars (London: Headline, 1999; rev. edn, London: Headline, 2000), ISBN 0-7472-1977-X